# Iriania
Iriania é um gênero de mariposa pertencente à família Acrolepiidae.